# کاراپت آرتسرونیان
|
کاراپت تیگرانی آرتسرونیان (ارمنی: Կարապետ Տիգրանի Արծրունյան؛  زادهٔ ۸ ژانویهٔ ۱۹۰۷ - درگذشته ۳۰ آوریل ۱۹۷۵) بازیگر اهل ارمنستان بود. وی بین سال‌های - تا - میلادی فعالیت می‌کرد.

## زندگی‌نامه
وی در ۲۱ ژانویه [سبک قدیمی: ۸ ژانویه] ۱۸۶۹ در سباستیا به دنیا آمد در سال ۱۹۲۲ در جریان کشتارهای ترکیه به یونان گریخت.. وی در تئاتر دراماتیک دولتی وارطان آجمیان گیومری فعالیت می‌کرد. وی همچنین برنده جوایزی همچون هنرمند شایسته ارمنستان شوروی (۱۹۴۷) و هنرمند مردمی ارمنستان شوروی (۱۹۶۵) شد. وی در ۳۰ آوریل ۱۹۷۵ در سن ۶۸ سالگی در لنیناکان درگذشت.